# Harold Lloyds filmografi
Dette er en liste over de kendte film i Harold Lloyds filmografi. Harold Lloyd (1893–1971) var en amerikansk skuespiller og filmskaber der var mest kendt for sit arbejde med stumfilm
Negativerne til mange af Lloyds tidlige kortfilm gik tabt ved en brand i hans hjem i 1943.

## Tidlige film

### 1913
I de fleste af Lloyds tidlige film var han med som en ikke-krediteret statist eller i en mindre støttende rolle.
| Nr. | Titel                    | Udgivelsesdato    | Instruktør           | Arkivstatus |
| --- | ------------------------ | ----------------- | -------------------- | ----------- |
| 1.  | The Old Monk's Tale      | February 15, 1913 | J.Searle Dawley      | Eksisterer  |
| 2.  | Cupid in a Dental Parlor | March 2, 1913     | Mack Sennett         | Ukendt      |
| 3.  | His Chum the Baron       | March 12, 1913    | Henry Lehrman        | Ukendt      |
| 4.  | Algy on the Force        | March 28, 1913    | Henry Lehrman        | Ukendt      |
| 5.  | The Twelfth Juror        | April 19, 1913    | George Lessey        | Ukendt      |
| 6.  | Hulda of Holland         | April 21, 1913    | J. Searle Dawley     | Ukendt      |
| 7.  | Rory o' the Bogs         | December 20, 1913 | J. Farrell MacDonald | Ukendt      |

### 1914
| Nr. | Titel                             | Udgivelsesdato     | Instruktør(er)                      | Arkivstatus |
| --- | --------------------------------- | ------------------ | ----------------------------------- | ----------- |
| 9.  | Twixt Love and Fire               | February 23, 1914  | George Nichols                      | Ukendt      |
| 10. | Sealed Orders                     | March 30, 1914     | Ukendt                              | Ukendt      |
| 11. | Samson                            | April 30, 1914     | J. Farrell MacDonald                | Ukendt      |
| 12. | The Sandhill Lovers               | June 15, 1914      | Ukendt                              | Ukendt      |
| 13. | The Patchwork Girl of Oz          | September 29, 1914 | J. Farrell MacDonald                | Eksisterer  |
| 14. | 'Curses' They Remarked            | November 5, 1914   | Dell Henderson                      | Eksisterer  |
| 15. | His Heart, His Hand and His Sword | November 9, 1914   | George P. Hamilton Lorimer Johnston | Ukendt      |

### 1915
| Nr. | Titel                                   | Udgivelsesdato    | Instruktør(er)                   | Arkivstatus |
| --- | --------------------------------------- | ----------------- | -------------------------------- | ----------- |
| 16. | Hogan's Romance Upset                   | February 13, 1915 | Charles Avery                    | Eksisterer  |
| 17. | Love, Loot and Crash                    | April 24, 1915    | Nick Cogley                      | Eksisterer  |
| 18. | Their Social Splash                     | April 26, 1915    | Arvid E. Gillstrom Charles Avery | Eksisterer  |
| 19. | Miss Fatty's Seaside Lovers             | May 15, 1915      | Roscoe Arbuckle                  | Eksisterer  |
| 20. | From Italy's Shores                     | May 19, 1915      | Otis Turner                      | Ukendt      |
| 21. | Court House Crooks                      | July 5, 1915      | Charles Parrott                  | Eksisterer  |
| 22. | A Submarine Pirate                      | November 14, 1915 | Charles Avery Syd Chaplin        | Eksisterer  |
| 23. | The New Adventures of Terrance O’Rourke | December 4, 1915  | Otis Turner                      | Ukendt      |

## Willie Work

### 1915
| Nr. | Titel                    | Udgivelsesdato   | Instruktør | Arkivstatus |
| --- | ------------------------ | ---------------- | ---------- | ----------- |
| 1.  | Willie Runs the Park     | January 2, 1915  | Hal Roach  | Forsvundet  |
| 2.  | Beyond His Fondest Hopes | January 30, 1915 | Hal Roach  | Forsvundet  |
| 3.  | Close-Cropped Clippings  | January 30, 1915 | Hal Roach  | Forsvundet  |
| 4.  | Pete, the Pedal Polisher | January 30, 1915 | Hal Roach  | Forsvundet  |
| 5.  | Just Nuts                | April 19, 1915   | Hal Roach  | Eksisterer  |
| 6.  | The Hungry Actors        | June 17, 1915    | Hal Roach  | Forsvundet  |

## Lonesome Luke

### 1915
| Nr. | Titel                          | Udgivelsesdato     | Instruktør | Arkivstatus |
| --- | ------------------------------ | ------------------ | ---------- | ----------- |
| 1.  | Spit-Ball Sadie                | July 31, 1915      | Hal Roach  | Forsvundet  |
| 2.  | Terribly Stuck Up              | August 28, 1915    | Hal Roach  | Forsvundet  |
| 3.  | A Mixup for Mazie              | September 6, 1915  | Hal Roach  | Forsvundet  |
| 4.  | Some Baby                      | September 20, 1915 | Hal Roach  | Forsvundet  |
| 5.  | Fresh from the Farm            | October 4, 1915    | Hal Roach  | Forsvundet  |
| 6.  | Giving Them Fits               | November 1, 1915   | Hal Roach  | Eksisterer  |
| 7.  | Bughouse Bellhops              | November 8, 1915   | Hal Roach  | Forsvundet  |
| 8.  | Tinkering with Trouble         | November 17, 1915  | Hal Roach  | Forsvundet  |
| 9.  | Great While It Lasted          | November 24, 1915  | Hal Roach  | Forsvundet  |
| 10. | Ragtime Snap Shots             | December 1, 1915   | Hal Roach  | Forsvundet  |
| 11. | A Foozle at the Tee Party      | December 8, 1915   | Hal Roach  | Forsvundet  |
| 12. | Ruses, Rhymes and Roughnecks   | December 15, 1915  | Hal Roach  | Forsvundet  |
| 13. | Peculiar Patients' Pranks      | December 22, 1915  | Hal Roach  | Eksisterer  |
| 14. | Lonesome Luke, Social Gangster | December 29, 1915  | Hal Roach  | Forsvundet  |

### 1916
| Nr. | Titel                               | Udgivelsesdato     | Instruktør | Arkivstatus |
| --- | ----------------------------------- | ------------------ | ---------- | ----------- |
| 15. | Lonesome Luke Leans to the Literary | January 5, 1916    | Hal Roach  | Forsvundet  |
| 16. | Luke Lugs Luggage                   | January 10, 1916   | Hal Roach  | Forsvundet  |
| 17. | Lonesome Luke Lolls in Luxury       | January 19, 1916   | Hal Roach  | Forsvundet  |
| 18. | Luke, the Candy Cut-Up              | January 31, 1916   | Hal Roach  | Eksisterer  |
| 19. | Luke Foils the Villain              | February 16, 1916  | Hal Roach  | Forsvundet  |
| 20. | Luke and the Rural Roughnecks       | March 1, 1916      | Hal Roach  | Eksisterer  |
| 21. | Luke Pipes the Pippins              | March 15, 1916     | Hal Roach  | Forsvundet  |
| 22. | Lonesome Luke, Circus King          | March 29, 1916     | Hal Roach  | Forsvundet  |
| 23. | Luke's Double                       | April 12, 1916     | Hal Roach  | Eksisterer  |
| 24. | Them Was the Happy Days!            | April 26, 1916     | Hal Roach  | Forsvundet  |
| 25. | Luke and the Bomb Throwers          | May 8, 1916        | Hal Roach  | Forsvundet  |
| 26. | Luke's Late Lunchers                | May 22, 1916       | Hal Roach  | Forsvundet  |
| 27. | Luke Laughs Last                    | June 5, 1916       | Hal Roach  | Forsvundet  |
| 28. | Luke's Fatal Flivver                | June 19, 1916      | Hal Roach  | Forsvundet  |
| 29. | Luke's Society Mixup                | June 26, 1916      | Hal Roach  | Forsvundet  |
| 30. | Luke's Washful Waiting              | July 3, 1916       | Hal Roach  | Forsvundet  |
| 31. | Luke Rides Roughshod                | July 10, 1916      | Hal Roach  | Forsvundet  |
| 32. | Luke, Crystal Gazer                 | July 24, 1916      | Hal Roach  | Eksisterer  |
| 33. | Luke's Lost Lamb                    | August 7, 1916     | Hal Roach  | Forsvundet  |
| 34. | Luke Does the Midway                | August 21, 1916    | Hal Roach  | Forsvundet  |
| 35. | Luke Joins the Navy                 | September 3, 1916  | Hal Roach  | Eksisterer  |
| 36. | Luke and the Mermaids               | September 17, 1916 | Hal Roach  | Forsvundet  |
| 37. | Luke's Speedy Club Life             | October 1, 1916    | Hal Roach  | Forsvundet  |
| 38. | Luke and the Bang-Tails             | October 15, 1916   | Hal Roach  | Eksisterer  |
| 39. | Luke, the Chauffeur                 | October 29, 1916   | Hal Roach  | Forsvundet  |
| 40. | Luke's Preparedness Preparations    | November 5, 1916   | Hal Roach  | Forsvundet  |
| 41. | Luke, the Gladiator                 | November 15, 1916  | Hal Roach  | Forsvundet  |
| 42. | Luke, Patient Provider              | November 19, 1916  | Hal Roach  | Forsvundet  |
| 43. | Luke's Newsie Knockout              | November 26, 1916  | Hal Roach  | Forsvundet  |
| 44. | Luke's Movie Muddle                 | December 3, 1916   | Hal Roach  | Eksisterer  |
| 45. | Luke, Rank Impersonator             | December 10, 1916  | Hal Roach  | Forsvundet  |
| 46. | Luke's Fireworks Fizzle             | December 17, 1916  | Hal Roach  | Forsvundet  |
| 47. | Luke Locates the Loot               | December 24, 1916  | Hal Roach  | Eksisterer  |
| 48. | Luke's Shattered Sleep              | December 31, 1916  | Hal Roach  | Eksisterer  |

### 1917
| Nr. | Titel                          | Udgivelsesdato     | Instruktør | Arkivstatus |
| --- | ------------------------------ | ------------------ | ---------- | ----------- |
| 49. | Luke's Lost Liberty            | January 7, 1917    | Hal Roach  | Forsvundet  |
| 50. | Luke's Busy Day                | January 21, 1917   | Hal Roach  | Forsvundet  |
| 51. | Luke's Trolley Troubles        | February 4, 1917   | Hal Roach  | Forsvundet  |
| 52. | Lonesome Luke, Lawyer          | February 18, 1917  | Hal Roach  | Forsvundet  |
| 53. | Luke Wins Ye Ladye Faire       | February 25, 1917  | Hal Roach  | Forsvundet  |
| 54. | Lonesome Luke's Lively Life    | March 18, 1917     | Hal Roach  | Forsvundet  |
| 55. | Lonesome Luke on Tin Can Alley | April 15, 1917     | Hal Roach  | Eksisterer  |
| 56. | Lonesome Luke's Honeymoon      | May 20, 1917       | Hal Roach  | Forsvundet  |
| 57. | Lonesome Luke, Plumber         | June 17, 1917      | Hal Roach  | Forsvundet  |
| 58. | Stop! Luke! Listen!            | July 15, 1917      | Hal Roach  | Forsvundet  |
| 59. | Lonesome Luke, Messenger       | August 5, 1917     | Hal Roach  | Eksisterer  |
| 60. | Lonesome Luke, Mechanic        | August 19, 1917    | Hal Roach  | Forsvundet  |
| 61. | Lonesome Luke's Wild Women     | September 2, 1917  | Hal Roach  | Eksisterer  |
| 62. | Lonesome Luke Loses Patients   | September 16, 1917 | Hal Roach  | Forsvundet  |
| 63. | Birds of a Feather             | October 7, 1917    | Hal Roach  | Forsvundet  |
| 64. | From Laramie to London         | October 21, 1917   | Hal Roach  | Forsvundet  |
| 65. | Love, Laughs and Lather        | November 4, 1917   | Hal Roach  | Forsvundet  |
| 66. | Clubs Are Trump                | November 18, 1917  | Hal Roach  | Eksisterer  |
| 67. | We Never Sleep                 | December 2, 1917   | Hal Roach  | Forsvundet  |

## Glasses karakteren ("The Boy"): en rulles kortfilm

### 1917
| Nr. | Titel                | Udgivelsesdato     | Instruktør(er)                    | Arkivstatus |
| --- | -------------------- | ------------------ | --------------------------------- | ----------- |
| 1.  | Over the Fence       | September 9, 1917  | Harold Lloyd J. Farrell Macdonald | Eksisterer  |
| 2.  | Pinched              | September 23, 1917 | Gilbert Pratt                     | Eksisterer  |
| 3.  | By the Sad Sea Waves | September 30, 1917 | Alfred J. Goulding                | Eksisterer  |
| 4.  | Bliss                | October 14, 1917   | Alfred J. Goulding                | Eksisterer  |
| 5.  | Rainbow Island       | October 28, 1917   | Gilbert Pratt                     | Eksisterer  |
| 6.  | The Flirt            | November 11, 1917  | Gilbert Pratt                     | Eksisterer  |
| 7.  | All Aboard           | November 25, 1917  | Alfred J. Goulding                | Eksisterer  |
| 8.  | Move On              | December 9, 1917   | Gilbert Pratt                     | Eksisterer  |
| 9.  | Bashful              | December 23, 1917  | Alfred J. Goulding                | Eksisterer  |
| 10. | Step Lively          | December 30, 1917  | Alfred J. Goulding                | Eksisterer  |

### 1918
| Nr. | Titel                           | Udgivelsesdato     | Instruktør(er)             | Arkivstatus |
| --- | ------------------------------- | ------------------ | -------------------------- | ----------- |
| 11. | The Tip                         | January 6, 1918    | Gilbert Pratt              | Eksisterer  |
| 12. | The Big Idea                    | January 20, 1918   | Gilbert Pratt              | Eksisterer  |
| 13. | The Lamb                        | February 3, 1918   | Gilbert Pratt Harold Lloyd | Forsvundet  |
| 14. | Hit Him Again                   | February 17, 1918  | Gilbert Pratt              | Forsvundet  |
| 15. | Beat It                         | February 24, 1918  | Gilbert Pratt              | Eksisterer  |
| 16. | A Gasoline Wedding              | March 3, 1918      | Alfred J. Goulding         | Eksisterer  |
| 17. | Look Pleasant, Please           | March 10, 1918     | Alfred J. Goulding         | Eksisterer  |
| 18. | Here Come the Girls             | March 17, 1918     | Fred Fishback              | Eksisterer  |
| 19. | Let's Go                        | March 24, 1918     | Alfred J. Goulding         | Eksisterer  |
| 20. | On the Jump                     | March 31, 1918     | Alfred J. Goulding         | Eksisterer  |
| 21. | Follow the Crowd                | April 7, 1918      | Alfred J. Goulding         | Eksisterer  |
| 22. | Pipe the Whiskers               | April 14, 1918     | Alfred J. Goulding         | Eksisterer  |
| 23. | It's a Wild Life                | April 21, 1918     | Gilbert Pratt              | Eksisterer  |
| 24. | Hey There!                      | April 28, 1918     | Gilbert Pratt              | Eksisterer  |
| 25. | Kicked Out                      | May 5, 1918        | Alfred J. Goulding         | Eksisterer  |
| 26. | The Non-Stop Kid                | May 12, 1918       | Gilbert Pratt              | Eksisterer  |
| 27. | Two-Gun Gussie                  | May 19, 1918       | Alfred J. Goulding         | Eksisterer  |
| 28. | Fireman Save My Child           | May 26, 1918       | Alfred J. Goulding         | Eksisterer  |
| 29. | The City Slicker                | June 2, 1918       | Gilbert Pratt              | Eksisterer  |
| 30. | Sic 'Em, Towser                 | June 8, 1918       | Gilbert Pratt              | Forsvundet  |
| 31. | Somewhere in Turkey             | June 16, 1918      | Alfred J. Goulding         | Eksisterer  |
| 32. | Are Crooks Dishonest?           | June 23, 1918      | Gilbert Pratt              | Eksisterer  |
| 33. | An Ozark Romance                | July 7, 1918       | Alfred J. Goulding         | Eksisterer  |
| 34. | Kicking the Germ Out of Germany | July 21, 1918      | Alf Goulding               | Forsvundet  |
| 35. | That's Him                      | August 4, 1918     | Gilbert Pratt              | Eksisterer  |
| 36. | Bride and Gloom                 | August 18, 1918    | Alfred J. Goulding         | Forsvundet  |
| 37. | Two Scrambled                   | September 1, 1918  | Gilbert Pratt              | Forsvundet  |
| 38. | Bees in His Bonnet              | September 15, 1918 | Gilbert Pratt              | Forsvundet  |
| 39. | Swing Your Partners             | September 29, 1918 | Alfred J. Goulding         | Eksisterer  |
| 40. | Why Pick on Me?                 | October 18, 1918   | Gilbert Pratt              | Eksisterer  |
| 41. | Nothing but Trouble             | October 27, 1918   | Alfred J. Goulding         | Eksisterer  |
| 42. | Hear 'Em Rave                   | November 10, 1918  | Gilbert Pratt              | Eksisterer  |
| 43. | Take a Chance                   | November 24, 1918  | Alfred J. Goulding         | Eksisterer  |
| 44. | She Loves Me Not                | December 29, 1918  | Alfred J. Goulding         | Eksisterer  |

### 1919
| Nr. | Titel                   | Udgivelsesdato     | Instruktør(er)           | Arkivstatus |
| --- | ----------------------- | ------------------ | ------------------------ | ----------- |
| 45. | Wanted – $5,000         | January 12, 1919   | Gilbert Pratt            | Forsvundet  |
| 46. | Going! Going! Gone!     | January 26, 1919   | Gilbert Pratt            | Eksisterer  |
| 47. | Ask Father              | February 9, 1919   | Hal Roach                | Eksisterer  |
| 48. | On the Fire             | February 23, 1919  | Alfred J. Goulding       | Eksisterer  |
| 49. | I'm on My Way           | March 9, 1919      | Alfred J. Goulding       | Eksisterer  |
| 50. | Look Out Below          | March 16, 1919     | Hal Roach                | Eksisterer  |
| 51. | The Dutiful Dub         | March 23, 1919     | Alfred J. Goulding       | Eksisterer  |
| 52. | Next Aisle Over         | March 30, 1919     | Alfred J. Goulding       | Eksisterer  |
| 53. | A Sammy in Siberia      | April 6, 1919      | Hal Roach                | Eksisterer  |
| 54. | Just Dropped In         | April 13, 1919     | Hal Roach                | Eksisterer  |
| 55. | Crack Your Heels        | April 20, 1919     | Alfred J. Goulding       | Eksisterer  |
| 56. | Ring Up the Curtain     | April 27, 1919     | Alfred J. Goulding       | Eksisterer  |
| 57. | Young Mr. Jazz          | May 4, 1919        | Hal Roach                | Eksisterer  |
| 58. | Si, Senor               | May 11, 1919       | Alfred J. Goulding       | Forsvundet  |
| 59. | Before Breakfast        | May 18, 1919       | Hal Roach                | Eksisterer  |
| 60. | The Marathon            | May 25, 1919       | Alfred J. Goulding       | Eksisterer  |
| 61. | Back to the Woods       | June 1, 1919       | Hal Roach                | Eksisterer  |
| 62. | Pistols for Breakfast   | June 8, 1919       | Alfred J. Goulding       | Eksisterer  |
| 63. | Swat the Crook          | June 13, 1919      | Hal Roach                | Eksisterer  |
| 64. | Off the Trolley         | June 22, 1919      | Alfred J. Goulding       | Eksisterer  |
| 65. | Spring Fever            | June 29, 1919      | Hal Roach Frank Terry    | Eksisterer  |
| 66. | Billy Blazes, Esq.      | July 6, 1919       | Hal Roach                | Eksisterer  |
| 67. | Just Neighbors          | July 13, 1919      | Harold Lloyd Frank Terry | Eksisterer  |
| 68. | At the Old Stage Door   | July 20, 1919      | Hal Roach                | Eksisterer  |
| 69. | Never Touched Me        | July 27, 1919      | Alfred J. Goulding       | Eksisterer  |
| 70. | A Jazzed Honeymoon      | August 3, 1919     | Hal Roach                | Eksisterer  |
| 71. | Count Your Change       | August 10, 1919    | Alfred J. Goulding       | Eksisterer  |
| 72. | Chop Suey & Co.         | August 17, 1919    | Alfred J. Goulding       | Eksisterer  |
| 73. | Heap Big Chief          | August 24, 1919    | Alfred J. Goulding       | Eksisterer  |
| 74. | Don't Shove             | August 31, 1919    | Alfred J. Goulding       | Eksisterer  |
| 75. | Be My Wife              | September 7, 1919  | Hal Roach                | Eksisterer  |
| 76. | The Rajah               | September 14, 1919 | Hal Roach                | Forsvundet  |
| 77. | He Leads, Others Follow | September 21, 1919 | Hal Roach Vincent Bryan  | Forsvundet  |
| 78. | Soft Money              | September 28, 1919 | Hal Roach Vincent Bryan  | Forsvundet  |
| 79. | Count the Votes         | October 5, 1919    | Hal Roach                | Forsvundet  |
| 80. | Pay Your Dues           | October 12, 1919   | Hal Roach Vincent Bryan  | Eksisterer  |
| 81. | His Only Father         | October 19, 1919   | Hal Roach Frank Terry    | Forsvundet  |

## Glasses character ("The Boy"): to og tre rulles kortfilm
Fra dette årstal eksisterer alle Lloyds film i arkiver.

### 1919
| Nr. | Titel                 | Udgivelsesdato    | Length   | Instruktør         | Karakter        | Kvindelig hovedrolle |
| --- | --------------------- | ----------------- | -------- | ------------------ | --------------- | -------------------- |
| 1.  | Bumping into Broadway | November 2, 1919  | 2300 ft. | Hal Roach          | Forfatter       | Bebe Daniels         |
| 2.  | Captain Kidd's Kids   | November 30, 1919 | 2000 ft. | Hal Roach          | Rig ungkarl     | Bebe Daniels         |
| 3.  | From Hand to Mouth    | December 28, 1919 | 2200 ft. | Alfred J. Goulding | Fattig ung mand | Mildred Davis        |

### 1920
| Nr. | Titel                 | Udgivelsesdato     | Length   | Instruktør(er)               | Karakter       | Kvindelig hovedrolle |
| --- | --------------------- | ------------------ | -------- | ---------------------------- | -------------- | -------------------- |
| 4.  | His Royal Slyness     | February 8, 1920   | 2700 ft. | Hal Roach                    | Bogsælger      | Mildred Davis        |
| 5.  | Haunted Spooks        | March 21, 1920     | 2500 ft. | Hal Roach Alfred J. Goulding | Afvist bejler  | Mildred Davis        |
| 6.  | An Eastern Westerner  | May 2, 1920        | 2000 ft. | Hal Roach                    | Rig New Yorker | Mildred Davis        |
| 7.  | High and Dizzy        | July 11, 1920      | 2600 ft. | Hal Roach                    | Læge           | Mildred Davis        |
| 8.  | Get Out and Get Under | September 12, 1920 | 2500 ft. | Hal Roach                    | Ejer af ny bil | Mildred Davis        |
| 9.  | Number, Please?       | December 26, 1920  | 2300 ft. | Hal Roach Fred Newmeyer      | Ensom ung mand | Mildred Davis        |

### 1921
| Nr. | Titel               | Udgivelsesdato     | Length   | Instruktør(er)          | Karakter          | Kvindelig hovedrolle |
| --- | ------------------- | ------------------ | -------- | ----------------------- | ----------------- | -------------------- |
| 10. | Now or Never        | May 5, 1921        | 3600 ft. | Hal Roach Fred Newmeyer | Ungdomskæreste    | Mildred Davis        |
| 11. | Among Those Present | July 3, 1921       | 3500 ft. | Fred Newmeyer           | Ambitiøs ung mand | Mildred Davis        |
| 12. | I Do                | September 11, 1921 | 2600 ft. | Fred Newmeyer           | Babysitter        | Mildred Davis        |
| 13. | Never Weaken        | October 22, 1921   | 2900 ft. | Fred Newmeyer           | Forretningsmand   | Mildred Davis        |

### Senere kortfilm
- Dogs of War (1923).

## Film af spillefilmslængde
Lloyd var med i 18 film af spillefilmslængde, heraf 11 stumfilm og syv film med lyd.